# Stazione di Vandoies
La stazione di Vandoies (in tedesco Bahnhof Vintl) è una stazione ferroviaria a servizio del comune di Vandoies sulla linea Fortezza-San Candido.
La gestione degli impianti è affidata a Rete Ferroviaria Italiana.

## Struttura ed impianti
Il fabbricato viaggiatori (che non è accessibile ai viaggiatori) è una struttura a due piani in pietra ad eccezione della mansarda che è in legno. Questo fabbricato ospita l'ufficio del capostazione e una abitazione privata.
Adiacente al fabbricato viaggiatori è presente un altro piccolo fabbricato ad un unico piano in muratura che ospita la sala d'attesa e la cabina elettrica.
Poco fuori dalla stazione, seguendo i binari in direzione Fortezza rimane ancora lo scalo merci con annesso magazzino anche se oggi non è più in funzione.
La stazione dispone di tre binari: il secondo è di corsa mentre il primo e il terzo (più raramente) vengono usati per le precedenze fra i treni.
Il primo e secondo binario sono provvisti di banchina e collegati fra loro da una passerella in cemento. Solamente il primo binario ha una pensilina ed alcune panchine.

## Movimento
Il servizio viaggiatori è effettuato da Trenitalia e SAD. 
Il traffico viaggiatori e il numero dei treni che effettuano servizio in questa stazione si mantiene buono durante tutto l'arco della giornata.

## Servizi[2][3]
La stazione dispone di:
- Biglietteria automatica
- Sala d'attesa
- Servizi igienici
- Parcheggio auto e bici
- Ascensore
- Accessibilità per portatori di handicap
- Sottopassaggio

## Interscambi
Adiacente alla stazione è presente una fermata delle autolinee urbane e interurbane.
- Capolinea autolinee SAD
- Taxi